# Miklos Perlus
Miklos Perlus (* 23. März 1977 in Toronto, Ontario) ist ein kanadischer Schauspieler und Drehbuchautor.
Perlus wurde als Sohn eines an der McGill University lehrenden Professors in Toronto geboren. Später studierte er selbst an dieser Universität Kulturwissenschaft. 
2005 wurde er gemeinsam mit James Hurst mit einem Writers Guild of Canada Award in der Kategorie Jugend für das Drehbuch einer Episode der Fernsehserie Degrassi: The Next Generation ausgezeichnet.

## Filmographie

### Hauptrollen
- 1990–1992: Das Mädchen aus der Stadt (Road to Avonlea)
- 1994: Highlander (Zeichentrickserie), Synchronstimme
- 1995: Der stählerne Adler IV (Iron Eagle IV)
- 1997–1999: Student Bodies
- 2000: Schutzlos in der Dunkelheit (Nowhere in Sight)
- 2001: Inside the Osmonds
- 2002: Expecting

### Gastauftritte
- 1988: Katts und Dog, Folge 1.12
- 1995: Amanda und Betsy (Ready or Not), Folge 3.10
- 2001: Vampire High, Folge 1.13
- 2006: Instant Star, Folge 2.01